# Стоунвол (Мисисипи)
Стоунвол (енгл. Stonewall) град је у америчкој савезној држави Мисисипи.

## Демографија
По попису из 2010. године број становника је 1.088, што је 61 (-5,3%) становника мање него 2000. године.
| Група             | 2000.       | 2010.       |
| Белци             | 863 (75,1%) | 736 (67,6%) |
| Афроамериканци    | 272 (23,7%) | 328 (30,1%) |
| Азијати           | 0 (0,0%)    | 0 (0,0%)    |
| Хиспаноамериканци | 5 (0,4%)    | 10 (0,9%)   |
| Укупно            | 1.149       | 1.088       |